# José Cortés de Madariaga
José Joaquín Cortés de Madariaga (Santiago de Chile, 8 de julio de 1766-Riohacha, Gran Colombia, 26 de marzo de 1826) fue un clérigo y tribuno. Fue escritor, orador y político y una de las figuras principales de la revolución del 19 de abril de 1810. A pesar de haber nacido en Chile, es considerado por los historiadores venezolanos como un hijo de Venezuela por su labor al servicio de la libertad y la causa de la emancipación.

## Biografía
Hijo de Francisco Cortés y Cartavio (fundador de la ciudad chilena de Copiapó por encargo del gobernador Manso de Velasco) y de Mercedes Madariaga y Lecuna. Muy joven inició sus estudios en el seminario de su ciudad natal. En 1788 se ordenó de sacerdote. Continuó sus estudios hasta doctorarse en la Universidad de San Felipe. En 1798, en competencia con el Miguel de Eizaguirre, aspiró a la cátedra de decretales en la misma universidad en la cual se había graduado. Por no haberse producido la decisión en Chile, los dos contendores viajaron a Madrid ese año en busca del fallo correspondiente. Al cabo de dos años, las autoridades españolas optaron por no dar la cátedra a ninguno de los dos aspirantes. Sin embargo, por Real Cédula del 17 de agosto de 1800, recibió una prebenda de merced en la Catedral de Santiago. A su regreso a Chile en 1802, un viento contrario lo llevó a La Guaira, desde donde viajó a Caracas, donde obtuvo una canonjía en la catedral en marzo de 1803.
El 19 de abril de 1810 se hallaba en los alrededores de la Iglesia de La Merced, cuando fue advertido de los acontecimientos que se estaban ocurriendo esa mañana, trasladándose al Ayuntamiento en momentos cuando los cabildantes y otros señores allí reunidos estaban pidiendo al Capitán General, Vicente Emparan, una definición de su actitud frente a la situación política planteada por la invasión napoleónica en España. Cortés de Madariaga en representación del clero, fue uno de los que le conminaron en tal sentido. Emparan, antes de tomar alguna decisión, se asomó al balcón del Ayuntamiento, y dirigiéndose a la muchedumbre congregada en la Plaza Mayor, le preguntó si le querían como gobernador. Cortés de Madariaga, quien había seguido al Capitán General, detrás de éste, hizo señas negativas con la mano, a lo cual la multitud respondió «No, no lo queremos». Al oír esta exclamación, Emparan dijo «Si no me queréis, pues yo tampoco quiero mando» y presentó la renuncia de su investidura. Acto seguido se constituyó un nuevo gobierno que tomó el nombre de Junta Suprema Conservadora de los Derechos de Fernando VII, formando Cortés parte de ella.
Fue enviado en 1811 como comisionado por los patriotas a la Nueva Granada, pero en 1812 fue incluido en la capitulación de San Mateo, firmada por Francisco de Miranda y que dio al traste de la Primera República, y enviado por el general Domingo de Monteverde preso a Cádiz donde fue recluido en el Arsenal de La Carraca y luego en el penal de Ceuta junto a Juan Germán Roscio y otros independentistas. Madariaga huyó a Gibraltar en febrero de 1814 junto a Juan German Roscio, Juan Pablo Ayala y Juan Paz del Castillo. Poco después fueron entregados por el gobernador inglés George Don a las autoridades españolas. En 1815 fueron liberados por Fernando VII gracias a la intermediación del Príncipe Regente y la recuperación del gabinete británico, que desautorizó la conducta del gobernador.
En 1816 partió hacia Jamaica, donde se enteró de la expedición naval de Bolívar de Haití para invadir a Venezuela, y a principios de 1817 zarpó a la Isla de Margarita. Allí publicó un manifiesto protestando por el centralismo y el excesivo control militar del país, y concluía abogando por el federalismo y la formación de un gobierno representativo. En abril fue a Carúpano, y en Cariaco se reunió con Santiago Mariño, Mariano Montilla, Francisco Antonio Zea, y otros, que fueron convencidos por la elocuencia Cortés de Madariaga. El 8 de mayo reunió el Congreso de Cariaco, el cual decretó el desconocimiento de Simón Bolívar como jefe supremo por parte del ejecutivo y nombró una junta de gobierno de tres miembros; pero los otros jefes de las provincias orientales no reconocían la autoridad del congreso o de la junta de gobierno, y ante la proximidad del enemigo Cortés de Madariaga y sus partidarios huyeron a Jamaica. En 1820 se unió a la expedición del General Montilla contra Riohacha y Santa Marta, y fijó su residencia allí, mientras que Caracas, que se había convertido en su segundo hogar, fue ocupada por los españoles. Cuando se evacuó Caracas en junio de 1821, Cortés de Madariaga, ofendido por no haber sido convocado, se quedó hasta su muerte.